# Game of Silence
Game of Silence, ou Le Poids du silence au Québec, est une série télévisée américaine en dix épisodes de 42 minutes développée par David Hudgins et Carol Mendelsohn, d'après la série turque Suskunlar et diffusée entre le 12 avril 2016 et le 5 juin 2016 sur le réseau NBC et en simultané sur le réseau Global au Canada.
En Belgique, la série a été diffusée du 19 septembre 2016 au 10 octobre 2016 sur RTL-TVI, en France, elle est diffusée depuis le 20 novembre 2016 sur 13e rue et au Québec, elle a été acquise par le service Club Illico. Cependant elle reste inédite dans les autres pays francophones.

## Synopsis
L'intrigue se concentre sur Jackson Brooks, un avocat qui a réussi et dont la carrière s'annonce prometteuse. En effet, d'une part, il gravit rapidement les échelons professionnels, d'autre part, sa fiancée, Marina Nagle, est également son patron. Bref, il a toutes les chances de devenir un associé au sein du cabinet et sa vie est très proche de la perfection. 
Mais un jour, Jackson a la désagréable surprise de voir soudainement réapparaître des amis d'enfance, oubliés depuis 25 ans. Ces derniers lui rappellent un passé commun renfermant un terrible secret, qui semblait être enterré depuis longtemps : des « erreurs de jeunesse », susceptibles de détruire leurs vies actuelles. 
Les anciens amis doivent donc travailler ensemble pour échapper à une situation intenable...

## Distribution

### Acteurs principaux
- David Lyons (VF : Alexis Victor) : Jackson Brooks
- Michael Raymond-James (VF : Franck Lorrain) : Gil Harris
- Larenz Tate (VF : Eilias Changuel) : Shawn Polk
- Bre Blair (VF : Marie-Eugénie Maréchal) : Jessie West
- Conor O'Farrell (VF : Guy Chapellier) : Warden Roy Carroll
- Deidrie Henry (VF : Sophie Riffont) : inspecteur Liz Winters
- Demetrius Grosse (en) (VF : Jean-Baptiste Anoumon) : Terry Bosch
- Claire van der Boom (VF : Hélène Bizot) : Marina Nagle
- Derek Phillips (VF : Thierry Kazazian) : Gary « Boots » Nolan

### Acteurs récurrents et invités
- Nikki Tomlinson (VF : Marie Chevalot) : Annie Nolan
- Chuma Gault (VF : Jean-Michel Vaubien) : Dennis Chowen
- Sharon Lawrence (VF : Pascale Vital) : Diana Stockman
- Eileen Grubba (VF : Élisabeth Fargeot) : Alice Anne
- Gregory Alan Williams (VF : Thierry Desroses) : Aaron Epps
- Al Sapienza (VF : Georges Caudron) : Wallace Tuttle
- Al Vicente (VF : Serge Faliu) : inspecteur Oscar Salcido
- Curran Walters (VF : Benjamin Bollen) : Jackson jeune
- Linds Edwards (VF : Sam Sahli) : Red
- Sharon Garrison (VF : Colette Marie) : Martha
- Ashley Leconte Campbell (VF : Danièle Douet) : Cece Carroll

- Version française
  - Société de doublage : Libra Films[7],[8]
  - Direction artistique : Blanche Ravalec[7],[8]
  - Adaptation des dialogues : Marie Fuchez[8]

 Source et légende : version française (VF) sur RS Doublage et Doublage Séries Database

## Production

### Développement
Le 9 septembre 2014, NBC acquiert le projet de série d'adaptation de la série turque Suskunlar, avec Carol Mendelsohn à la réalisation et David Hudgin, à l'écriture, en s'engageant à produire un pilote. Puis le 21 janvier 2015, le pilote a été commandé,, qui sera réalisé par Niels Arden Oplev.
Le 8 mai 2015, le réseau NBC annonce officiellement après le visionnage du pilote, la commande du projet de série, sous son titre actuel,.
Le 10 mai 2015, lors des Upfronts, NBC annonce la diffusion de la série à la mi-saison, soit début 2016,.
Le 22 janvier 2016, NBC annonce le lancement de la série au 7 avril 2016,.
Le 13 mai 2016, la série est annulée, mais tous les épisodes tournés seront diffusés.

### Casting
Le casting a débuté en février 2015, dans cet ordre : David Lyons, Michael Raymond-James et Larenz Tate, Bre Blair Conor O'Farrell et Demetrius Grosse, Claire van der Boom et Deidrie Henry.
En septembre 2015, Sharon Lawrence décroche un rôle récurrent.

## Épisodes
1. Les Fantômes du passé (Pilot)
2. Frères de sang (Blood Brothers)
3. Hors de contrôle (Hurricane Gil)
4. Un visiteur indésirable (The Uninvited)
5. Retour à Quitman (Ghosts of Quitman)
6. Secrets et mensonges (Into the Black)
7. La Route des souvenirs (Road Trip)
8. Passé décomposé (Hey)
9. La Vérité (The Truth)
10. The End (She Sang Hymns Out of Tune)

## Réception critique
La première saison est accueillie de façon très mitigée par la critique. L'agrégateur de critiques Metacritic lui accorde une note de 58 sur 100, basée sur la moyenne de 21 critiques.
Sur le site Rotten Tomatoes, elle obtient une note moyenne de 41 %, sur la base de 22 critiques.
Pierre Langlais pour Télérama note que « les acteurs sont bons », que « la réalisation est classique mais soignée, et on ne s'ennuie pas » mais déplore les grosses « ficelles narratives ».